# 八神蘭奈
八神 蘭奈（やがみ らんな、11月18日 - ）は、日本の女性プロレスラー。
東京都豊島区出身。身長159cm、体重57kg。スターダム所属。血液型A型。

## 経歴

### デビュー前
メタル系バンドでドラマーとして活動していた際、プロレスを取り入れたライブイベントである魔界を鑑賞。そのことをきっかけにしてプロレスに興味を持つ。
その後演出家に誘われ、魔界に出演するようになると、魔界に出演していた朱里と共通の趣味を通じて親しくなり、あるときプロレスラー転身を勧められる。八神は悩んだ末にプロレスをやることを朱里に伝えた。

### スターダム時代
2023年
- 1月、スターダムの入門テスト合格[4]。
- 3月、練習生として入門[4]。
- 10月、スターダムのプロテスト合格。
- 12月25日、『FIBREPLEX presents NEW BLOOD 12』品川インターシティホールにて、朱里戦でデビュー[5][6][7][8][9]。最後はグランド式朱雀で敗れた[10]。

2024年
- 1月20日、『STARDOM AWARD 2023 in Takadanobaba ～DAY1 試合～』東京都・ベルサール高田馬場大会にて、試合後にGod's Eye入りを志願し、朱里もそれを了承した[11][12][13][14][15]。
- 5月、他団体初参戦となるプロレスリングWAVEの『Catch the WAVE』にエントリー。予選を4戦無敗で終えるが[16]、決勝戦で炎華に敗れ準優勝となった[17]。この実績が認められ、負傷した壮麗亜美の代替選手として5スターGPへの出場が決まった[18]。

## 得意技
各種キック
ハイ、ロー、ミドル
零戦キック
腕挫十字固
ビートストライク
パラディドル
シンコペーション
トップロープからの三角蹴り